# ARA Piedra Buena (D-29)
«Пье́дра Буэ́на» (исп. ARA Piedra Buena (D-29)) — эскадренный миноносец типа «Аллен М. Самнер», находившийся в составе ВМС Аргентины. С момента спуска на воду в 1944 году до 1979 года нёс службу в ВМС США. Назван в честь Луиса Пьедрабуэны — аргентинского военного и учёного деятеля.

## История службы
Корабль вступил в строй в 1944 году. Участвовал во Второй мировой и Корейской войнах. В 1960 выведен в резерв, в 1974 вместе с однотипным «Мэнсфилдом» был продан на запчасти Аргентине, купившей до этого у США «Сегуи» и «Иполито Бушар». Однако, техническое состояние корабля позволило провести ремонт и 17 мая 1977 он вошёл в состав аргентинского флота как ARA Piedra Buena (D-29) — четвёртое судно носившее это имя. На корабль был установлен противокорабельный ракетный комплекс «Экзосет».

### Фолклендская война
В 1982 году участвовал в Фолклендской войне. С началом операции «Росарио», эсминец находился в составе оперативного соединения 20 (исп. Teatro de Operaciones del Atlántico sur, TOAS) под командованием Хуана Хосе Ломбардо, куда помимо него входили авианосец «Вейнтисинко де Майо», эскадренные миноносцы «Комодоро Пи», «Иполито Бушар», «Сегуи» и танкер «Пунта-Меданос». Задачей соединения было дальнее прикрытие и поддержка на случай подхода британских кораблей.
После захвата островов входил в состав оперативной группы 79.3, которая 26 апреля 1982 года вышла из порта Ушуая навстречу приближавшемуся к Фолклендам британскому флоту. В состав группы кроме него входили крейсер «Генерал Бельграно», эсминец «Иполито Бушар» и танкер «Пуэрто Росалес». 30 апреля группа была обнаружена британской атомной подводной лодкой «Конкерор» (англ. Conqueror — «Завоеватель»), совершавшей патрулирование в районе островов, а 2 мая 1982 года в 15 часов 57 минут субмарина произвела залп тремя торпедами, две из которых попали в «Генерал Бельграно», в результате чего крейсер затонул. По официальной версии, корабли сопровождения в сильном тумане потеряли визуальный контакт с крейсером и не смогли организовать поиск и преследование «Конкерора».

## Судьба
В 1988 году в качестве плавучей цели был потоплен противокорабельной ракетой «Экзосет», пущеной с корвета «Эспора».